# SS Juvenes
Società Sportiva Juvenes – sanmaryński klub piłkarski z siedzibą w Serravalle.

## Historia
SS Juvenes (niektóre źródła podają Società Polisportiva Juvenes) został założony w 1953 roku w Serravalle. W sezonie 1985/86 zespół uczestniczył w pierwszych mistrzostwach San Marino, ale zajął ostatnie miejsce i spadł. W 1991 powrócił do gry w najwyższej lidze. W sezonie 1994/95 zajął ostatnie 10 miejsce i ponownie został zdegradowany. Po roku nieobecności w 1996 powrócił do rozgrywek w grupie A mistrzostw San Marino. W sezonie 1999/2000 zespół uplasował się na przedostatnim 7 miejscu w grupie A.
W 2000 roku odbyła się fuzja z G.S. Dogana, z klubem z sąsiedniej miejscowości Dogana założonym w 1970, po czym zmienił swoją nazwę na AC Juvenes/Dogana. Nowy klub rozpoczął nową historię.
Przez kilka lat w klubie występował przyszły trener narodowej reprezentacji Giorgio Leoni.

## Sukcesy

### Trofea międzynarodowe
Nie uczestniczył w rozgrywkach europejskich.

### Trofea krajowe
| \| \| Zdobyte trofea w rozgrywkach San Marino (stan na: 1-01-2015) \| |                                                              |      |                              |
| Rozgrywki                                                             | Osiągnięcie                                                  | Razy | Sezon(y)                     |
| Mistrzostwo                                                           | I miejsce                                                    | 0    |                              |
| Mistrzostwo                                                           | II miejsce                                                   | 0    |                              |
| Mistrzostwo                                                           | III miejsce                                                  | 0    |                              |
| Mistrzostwo                                                           | 5 miejsce                                                    | 1    | 1994                         |
| Puchar                                                                | zdobywca                                                     | 5    | 1965, 1968, 1976, 1978, 1984 |
| Puchar                                                                | finalista                                                    | 1    | 1990                         |
| San Marino                                                            | Zdobyte trofea w rozgrywkach San Marino (stan na: 1-01-2015) |      |                              |

## Stadion
Klub rozgrywał swoje mecze domowe na stadionie Olimpijskim w Serravalle, który mógł pomieścić 7 tys. widzów.